# 4243 Nankivell
4243 Nankivell è un asteroide della fascia principale del diametro medio di circa 18,08 km. Scoperto nel 1981, presenta un'orbita caratterizzata da un semiasse maggiore pari a 3,0246089 UA e da un'eccentricità di 0,1218205, inclinata di 9,00916° rispetto all'eclittica.